# Хосе Ечегарај и Еизагире
Хосе Ечегарај и Еизагире (шп. José Echegaray y Eizaguirre; Мадрид, 19. април 1832 — Мадрид, 14. септембар 1916), био је шпанских  инжењер, математичар, државник и један од водећих шпанских драматурга последње четвртине 19. века. Заједно са песником Фредериком Мистралом, награђен је 1904. године Нобеловом наградом за књижевност, и тако је постао први Шпанац који ју је добио „као признање за бројне и бриљантне композиције које су, на индивидуалан и оригиналан начин, оживеле велике традиције шпанске драме“.
Његова најпознатија дела су: El gran Galeoto, O locura o santidad, (1877), Mariana (1892), El estigma (1895), The Calum (La duda, 1898) и El loco Dios (1900).
Једна од улица у Мадриду носи назив по Ечегарају. Та улица је данас позната по тавернама у којима се игра фламенко.

## Рани живот
Рођен је у Мадриду 19. априла 1832. године. Његов отац, лекар и институтски професор грчког језика, био је из Арагона, а мајка из Наваре. Детињство је провео у Мурсији, где је завршио основну школу. На Институту Мурсија је и стекао љубав према математици. Још као дете читао је Гетеа, Хомера и Балзака, па је наставио са читањима математичара попут Гауса, Лежандра и Лагранжа.
Да би зарадио довољно новца да похађа Инжењерску школу за путеве, канале и луке (Escuela Técnica Superior de Ingeniería de Caminos, Canales y Puertos), преселио се са четрнаест година у Мадрид.
Са двадесет година напустио је мадридску школу са дипломом инжењера, коју је стекао као први у својој класи, и морао је да се пресели у Алмерију и Гранаду да би почео да ради на свом првом послу.

## Професор и научник
Године 1854. почео је да предаје у Инжењерској школи, радећи и као секретар. Предавао је математику, стереотомију, хидраулику, нацртну геометрију и диференцијални рачун и физику све до 1868. године. Од 1858. до 1860. био је и професор на Помоћној школи јавних радова.
Његови Проблеми аналитичке геометрије (1865) и Савремене теорије физике. Јединица материјалних снага (1867) били су врло цењени. Постао је члан Друштва политичке економије, помогао је у оснивању часописа La Revista и узео истакнуто учешће у пропагирању доктрина слободне трговине у штампи.
Када је револуција 1868. године збацила монархију, дао је оставку у школи, ради места у револуционарном кабинету.

## Државна служба
Ечегарај је такође касније у животу ушао у политику. Као члан оснивач републиканске Радикално-демократске странке, остварио је каријеру у државном сектору, био је постављен за министра просвете, јавних радова и министра финансија узастопно између 1867. и 1874. године. Повукао се из политике након Бурбонске рестаурације 1874. године.

## Књижевна каријера
Позориште је одувек било велика љубав Хозеа Ечегараја. Иако је и раније писао драме (La Hija natural и La Última Noche, обе 1867.), он је заиста постао драматург 1874. године. Његове драме су одражавале његов осећај дужности, који га је учинио познатим током његовог службовања у владиним канцеларијама. Дилеме усредсређене на дужност и морал су мотив његових драма.
Његова најпознатија драма је El gran Galeoto, драма написана у стилу мелодраме деветнаестог века. Реч је о отровном ефекту који неосновано оговарање има на срећу средовечног човека. Paramount Pictures га је снимио као неми филм са промењеним насловом у Свет и његова жена (The World and His Wife), што је била основа за каснији филм The Great Galeoto. Његове најзначајније драме су O locura o santidad(1877); Mariana (1892); El estigma (1895); La duda (1898); и El loco Dios (1900).
Међу његовим другим познатим драмама су La esposa del vengador (1874); En el puño de la espada (1875); En el pilar y en la cruz (1878); и Conflicto entre dos deberes (1882).
Заједно са провансалским песником Фредериком Мистралом, добио је Нобелову награду за књижевност 1904. године, након што га је те године номиновао члан Краљевске шпанске академије, чиме је постао први Шпанац који је добио ту награду.
Хосе Ечегарај је био активан све до своје смрти 14. септембра 1916. у Мадриду. Његов обиман рад није престао да расте ни у старости. У завршној фази свог живота написао је 25 или 30 томова математичке физике. У 83. години је прокоментарисао:
„Не могу да умрем, јер ако ћу да пишем своју енциклопедију математичке физике, треба ми још најмање 25 година.”

## Почасти
Неколико улица у Шпанији је названо по Хозеу Ечегарају. Улица Ечегарај у мадридском насељу Barrio de las Letras is especially noteworthy. Банка Шпаније је 1971. године издала новчаницу од 1000 пезета у његову част.